# Notharctus tenebrosus
Notharctus tenebrosus és una espècie de primat primitiu que visqué a principis de l'Eocè (fa 38-54 milions d'anys). Les seves restes fòssils foren descobertes per Ferdinand V. Hayden el 1870, al sud-oest de Wyoming. Inicialment es cregué que era un petit paquiderm a causa de l'abundància de fòssils de paquiderms en aquell sector.
Tanmateix, Walter Willis Granger en descobrí un esquelet complet, també a Wyoming, i Notharctus tenebrosus fou identificat clarament com a primat. S'assemblava als lèmurs que actualment viuen a Madagascar.